# Sminthuridae
Gli Sminthuridae (Lubbock, 1862) sono una famiglia di artropodi esapodi (in passato ritenuti insetti apterigoti) appartenenti all'ordine collemboli. Contano circa 900 specie.

## Descrizione
Misurano da 1 a 3 millimetri di lunghezza e hanno una colorazione bruna o verde che va dal chiaro allo scuro. La segmentazione dell'addome è indistinta e questo ha una forma globosa, quasi sferica. Le antenne sono lunghe e genicolate. Spesso c'è dimorfismo sessuale.

## Ciclo biologico
In molti maschi le antenne sono fatte in modo da trattenere la femmina durante l'accoppiamento. Le uova sono deposte in piccoli gruppi nel suolo e lo sviluppo fino alla maturità sessuale può durare soltanto un mese. Ci sono casi di cure materne.

## Distribuzione e habitat
Gli sminthuridae sono cosmopoliti. Si trovano in una gran quantità di ambienti, sugli alberi, nella lettiera, sui corpi fruttiferi dei funghi e sulla superficie delle acque dolci in fossati, paludi e stagni. Sono molto comuni in luoghi umidi come le caverne.

## Interesse agrario
Parecchie specie sono nocive ai semenzai. Sminthurus viridis è molto diffuso e dannoso all'erba medica e ad alcune piante ortive (ben 70000 sminturidi sono stati contati in un metro quadrato di pascolo).